# Polymera (Polymera) aitkeni
Polymera (Polymera) aitkeni is een tweevleugelige uit de familie steltmuggen (Limoniidae). De soort komt voor in het Neotropisch gebied.